# مجلس أوغاما الإسلام في سنغافورة
 
مجلس أوغاما الإسلام السنغافوري ( MUIS )، المعروف أيضًا باسم المجلس الديني الإسلامي في سنغافورة ( IRCS )، هو مجلس قانوني تابع لوزارة الثقافة والمجتمع والشباب في حكومة سنغافورة . وباعتباره مجلسًا ، فإن دوره هو رعاية إدارة ومصالح المجتمع المسلم في سنغافورة. ويرأس المجلس مجلس يتم تعيين أعضائه من قبل رئيس سنغافورة . منذ عام 2009، يقع المقر الرئيسي للمجلس في المركز الإسلامي في سنغافورة ، على طول طريق براديل. 

## التاريخ والدور
تأسس المجلس في عام 1968 عندما دخل قانون إدارة الشريعة الإسلامية (AMLA) حيز التنفيذ.
الوظائف الرئيسية لـلمجلس هي: 
- إدارة شؤون المسلمين مثل الزكاة والوقف وشؤون الحج وإصدار شهادات الحلال
- بناء وإدارة المساجد وتطويرها وإدارتها
- إدارة المدرسة والتعليم الإسلامي
- إصدار الفتاوى (الأحكام الدينية)
- تقديم المساعدات المالية لفقراء المسلمين

بموجب قانون مكافحة غسل الأموال (AMLA)، يعد المؤسسة مجلسًا قانونيًا لحكومة سنغافورة . وهي تتبع وزارة الثقافة والمجتمع والشباب ،  وتحت الإشراف المباشر للوزير المسؤول عن شؤون المسلمين.
ويتمثل دورها القانوني الأساسي في تقديم المشورة لرئيس سنغافورة بشأن جميع المسائل الإسلامية وكذلك المصالح والقضايا الدينية التي تواجه الجالية الإسلامية في سنغافورة.

## مجلس المؤسسة
يعمل مجلس المؤسسة كهيئة عامة لاتخاذ القرار ويتحمل مسؤولية صياغة السياسات والخطط التشغيلية.
ويتألف المجلس من رئيس المجلس الإسلامي الإسلامي، ومفتي سنغافورة، وأشخاص يوصي بهم الوزير المسؤول عن شؤون المسلمين ، وأشخاص آخرين ترشحهم المنظمات الإسلامية. ويعين رئيس سنغافورة جميع أعضاء المجلس.
اعتبارا من 2023، يعمل محمد سعد عبد الرحمن كرئيس للمؤسسة ومعزير الدين محمد ناصر كمفتي سنغافورة. 

## مركز سنغافورة الإسلامي
المركز الإسلامي في سنغافورة هو حرم جامعي ديني يضم مسجد المهاجرين ومدرسة إرشاد زهري الإسلامية ومقر مجلس أوغاما الإسلام في سنغافورة. تخلق هذه المؤسسات مجتمعة ( المسجد والمدرسة والمجلس ) كيانًا متماسكًا وتكافليًا، يجسد المبادئ الإسلامية للإيمان والعلم والعمل ( الإيمان والمعرفة والعمل ) على التوالي. 

## شهادات الحلال
بدأت خدمات حلال المؤسسة رسميًا في عام 1978. أدى الطلب المتزايد على المنتجات الحلال ومؤسسات تناول الطعام المعتمدة، فضلاً عن الحاجة إلى تنظيم صناعة الحلال، إلى اتخاذ هذه الخطوة لإنشاء الوحدة الإستراتيجية لإصدار شهادات الحلال.
وفي عام 2009، قامت المؤسسة بإصدار الشهادات لأكثر من 2600 مقرًا ولعبت دورًا مهمًا باعتبارها الراعي لضمان الغذاء الحلال لسكان سنغافورة المسلمين الذين يشكلون 15% من السكان. علاوة على ذلك، ساعدت صناعة الأغذية الحلال الواعدة مع توافر العديد من مؤسسات تناول الطعام الحلال المعتمدة على تعزيز التفاعل الاجتماعي بين الأفراد من خلفيات عرقية وثقافية ودينية متنوعة. 

## روابط خارجية
- مجلس أوغاما الإسلام في سنغافورة